# Bernartice (kraj hradecki)
Bernartice  (niem. Bernsdorf) – wieś w Czechach, w kraju kralovohradeckim.
Duża, przygraniczna, górska wioska, położona około 13 km na północ od miasta powiatowego Trutnov i 6 km na wschód od Žacléřa, u podnóża  wschodniej części Karkonoszy i zachodniego podnóża Gór Kruczych (czes. Vraní hory) w rozległej w dolinie rzeczek: Ličná, Dlouhé Vody i Lučního Potoku (łąkowego potoku), na wysokości 490 m n.p.m. na południe od Przełęczy Lubawskiej.
Jest to rozciągnięta wieś, charakteryzująca się wąską i luźną zabudową budynków, położonych wzdłuż drogi, po obu jej stronach. Do wsi należą cztery osady: Kořenov, Vrchová, Rybníček i Bečkov. Przez wieś przepływa potok Ličná. W górnej części wsi na północnym zboczu doliny potoku Dlouhá Voda znajduje się czynny kamieniołom porfiru.

## Historia
Pierwsza wzmianka o wsi Bernardsdorf pochodzi z 1297 r. Zapewne jednak została założona wcześniej podczas akcji kolonizacyjnej za panowania króla Przemysława Ottokara II. Właściciele wsi często się zmieniali, oprócz miasta Trutnova i jezuitów z Žacléřu, wladali nią również cystersi z klasztoru w Krzeszowie. Według zapisów kroniki klasztornej, opat Kaspar Albert pod koniec XVI wieku sprzedał  Bernartice i okoliczne wsie za 13 000 florenów. Przed 1571 r. wieś była luterańska, a centralny punkt wsi stanowił jedynie drewniany kościół. Około 1840 roku we wsi mieszkało ponad 80 chałupników, 34 rolników, 33 drobnych gospodarzy i kilku rzemieślników. W 1864 r. rozpoczęto budowę tkalni lnu. Później w 1886 r. zakład zajął się także obróbką juty i produkcją worków na zboże. Obecnie w zakładzie tym produkuje się worki o dużej objętości wykonywane z tworzyw sztucznych. Mieszkańcy wsi w początkowym okresie trudnili się rolnictwem i hodowlą bydła, a część z nich zajmowała się handlem i rzemiosłem W późniejszym okresie zajmowali się tkactwem i pracowali głównie w górnictwie w miejscowych kopalniach węgla kamiennego w Lamperticach i Žacléřze. Od XIX wieku wieś jest znaną miejscowością turystyczną i rekreacyjno-wypoczynkową.

### Filia Groß-Rosen
W miejscowości znajdowała się filia obozu koncentracyjnego Groß-Rosen.

## Zabytki
We wsi zachowały się:
- Barokowy dominujący nad wsią kościół Wniebowzięcia Najświętszej Marii Panny z 1751 roku.
- Wiadukt kolejowy zbudowany w latach 1866–1868 nad doliną rzeczki Ličná, który wsparty jest na łukowych podporach, a jego wysokość wynosi 30 m. Wiadukt stanowi zabytek sztuki budowlanej.
- Kilka domów w stylu starofrancuskim z łamanymi dachami.
- Kilka krzyży i kapliczek ustawionych wśród pól.

## Turystyka
Przez wieś przechodzi szlak turystyczny:
- niebieski – prowadzący w czeską część Gór Kruczych (czes. Vraní hory)  i do Žacléřu.
- żółty – z Bernartic do Petřikovic.

### Ciekawostki
- We wsi do 1948 roku funkcjonował zakład przemysłu rybnego.
- W większości przypadków domy we wsi budowano z drewna i kamienia z dachami pokrytymi łupkiem lub z gontem. Domy drewniane były parterowe i miały tylko jedną izbę. Wcześniejsze domy budowano z kamienia i gliny, późniejsze z cegły. Zabudowania dla bydła i stodoły były murowane, a część mieszkalna wykonana była z drewniana.